# پابلو لارا
پابلو لارا (انگلیسی: Pablo Lara؛ زادهٔ ۳۰ مهٔ ۱۹۶۸) وزنه‌بردار اهل کوبا بود.
وی در مسابقات کشوری و بین‌المللی در مجموع برندهٔ ۴ مدال طلا، ۱ مدال نقره، ۱ مدال برنز شده‌است.